# Whakarewarewa
Whakarewarewa (okrajšano od Te Whakarewarewatanga O Te Ope Taua A Wahiao, kar pomeni 'zbirališče vojnih skupin Wahiao', domačini pogosto skrajšano na Whaka) je polpodeželsko geotermalno območje Rotorue v vulkanski coni Taupō na Novi Zelandiji. To je bilo mesto maorske trdnjave Te Puia, ki je bila prvič zasedena okoli leta 1325 in znana kot neprebojna trdnjava, ki ni bila nikoli zavzeta v bitki. Maori od takrat živijo tu in v celoti izkoriščajo geotermalno dejavnost v dolini za ogrevanje in kuhanje.
Whakarewarewa ima približno 500 bazenov, od katerih je večina alkalnih kloridnih vročih vrelcev, in vsaj 65 odprtin za gejzirje, od katerih ima vsak svoje ime. Trenutno je aktivnih sedem gejzirjev. Gejzir Pohutu, kar pomeni velik pljusk ali eksplozija, izbruhne približno vsako uro v višino do 30 m.
Na številne toplotne lastnosti v Whakarewarewi so negativno vplivali prebivalci Rotorue, ki so izkoristili geotermalne tekočine v mestu, tako da so izkopali plitve vodnjake (20–200 m globoko) za črpanje tople vode za gospodinjstva in komercialne namene in ogrevanje. Program zapiranja vrtin v letih 1987–1988 je privedel do zacementiranja 106 vrtin znotraj 1,5 km od gejzirja Pōhutu, dodatnih 120 vrtin zunaj radija pa je bilo zaprtih zaradi režima kazenskega zaračunavanja licenčnin. Kasneje je prišlo do izrazitega okrevanja gejzirjev in vročih vrelcev v Whakarewarewi.
Na tem območju sta hiši srečanj Te Pākira Marae in Wahiao, kjer se srečujejo Tūhourangi hapū Ngāti Puta, Ngāti Uruhina, Ngāti Wāhiao, Tūhourangi in Ngāti Taoi.

## Gejzirji
Večina trenutno aktivnih gejzirjev v Whakarewarewi je na Planoti gejzirjev in je poravnanih na skupni razpoki. To je zelo zapleten sistem, kjer aktivnost enega gejzirja vpliva na drugega.
Gejzir Kereru, približno 2 m nad potokom Puarenga, ki je na vrhu majhne plošče črnkastega sintra, izbruhne vsakih nekaj dni ali tednov v pahljačastem curku, visokem 15 m. Med letoma 1972–1988 ni prišlo do velikih izbruhov in zdi se, da je bilo njegovo okrevanje neposredno povezano z nenadnim zmanjšanjem črpanja vodnjaka leta 1987. Gejzir Kereru je verjetno neodvisen od drugih izvirov na razpoki.
Gejzir Feathers Prince of Wales, gejzir Pōhutu, gejzir Te Horu (Kotel) in gejzir Waikorohihi so na sinterski planoti približno 6 m nad potokom Puarenga. Gejzir Feathers Prince od Walesa, najbližji sosed gejzirja Pōhutu, je vedno pred Pōhutujem, sprva šibkim curkom, ki pa postopoma narašča, dokler se neprekinjen 9 metrov visok stolpec ne izvrže pod kotom, ko Pōhutu običajno tudi izbruhne. Včasih gejzir Waikorohihi izbruhne prekinjen 5 metrov visok curek, nato se začne Prince of Wales, kasneje pa mu sledi Pōhutu.
Do leta 1972 je gejzir Te Horu izbruhnil 2–7 m visoko kar 10–15-krat na dan, po tem času pa so izbruhi in celo vrenje prenehali. Voda v Te Horuju se je ponovno začela prelivati leta 1998. Obstaja zelo neposredna povezava med Te Horujem in Pōhutujem, pri čemer je zračno ohlajena voda, ki je izbruhnila iz Pōhutuja, v veliki meri padla v Te Horu. To lahko pojasni splošno prepričanje, da je Pōhutu bolj aktiven, ko piha južni veter, ker večino izbruhane vode nato odpihne proti severu, medtem ko se s severnim vetrom veliko vrne, da ohladi sistem in odloži naslednji izbruh.
Gejzir Mahanga, imenovan tudi 'boksarska rokavica', je star gejzir, za katerega ni bilo znano, da je bruhal do leta 1961. Njegovi 3–4,5 metra visoki izbruhi se dogajajo precej neodvisno od njegovega bližnjega soseda Waikorohihi.
Gejzir Wairoa, za katerega velja, da izbruhne 60 m visoko, je nazadnje naravno izbruhnil decembra 1940, potem pa je njegova gladina padla na 4,5 m pod prelivom in voda je postala kisla. Vendar pa se je v začetku leta 1996 njegova gladina dvignila na 3,2 m pod prelivom, ob neprekinjenem močnem vrenju, in tako ostaja do danes.
Beyond Geyser Flat je gejzir Waikite, ki tvori vrh izrazite sinterske gomile 260 m južno od Pōhutuja. Ta je nazadnje izbruhnil marca 1967 in od takrat je odprtina ostala suha in rahlo parna. Junija 1996 se je njegova prej 8,5 m globoka in suha odprtina nenadoma napolnila z vrelo vodo, ki se je dvignila do 2,3 m preliva. V preteklosti je Waikite po navadi izbruhnil po dolgotrajnih obdobjih čezmernega dežja, kar kaže na to, da je nivo vode v njegovem zračniku odvisen od padavin. Upati je, da bo Waikite nekega dne spet izbruhnil. Medtem se je gejzir Pareia, tik za Waikiteom, nedavno znova aktiviral.
Gejzir Papakura je drugi opazen mirujoči gejzir v Whakarewarewi, nazadnje je izbruhnil septembra 2015 po 110-letnem obdobju, v katerem je bilo znano, da je le trikrat na kratko zamahal. Prenehanje izbruhov iz Papakure je bilo neposredno odgovorno za začetek program spremljanja Rotorua leta 1981.

## Demografija
Statistično območje Tihiotonga-Whakarewarewa obsega 3,28 km² in je imelo junija 2023 ocenjeno 880 prebivalcev z gostoto prebivalstva 268 ljudi na km².
Tihiotonga-Whakarewarewa je imela ob popisu prebivalstva na Novi Zelandiji leta 2018 771 prebivalcev, kar je povečanje za 96 ljudi (14,2 %) od popisa leta 2013 in zmanjšanje za 42 ljudi (−5,2 %) od popisa leta 2006. Bilo je 288 gospodinjstev, v katerih je živelo 390 moških in 381 žensk.
Etnične pripadnosti je bilo 59,1 % Evropejcev/Pākehā, 37,4 % Maorov, 1,9 % pacifiških ljudstev, 13,2 % Azijcev in 3,1 % drugih etničnih skupin. Ljudje se lahko identificirajo z več kot eno etnično pripadnostjo.

## Galerija
- Maorska ženska in otroci igrajo karte na pragu svojega doma v Whakarewarewa, 1895
- Znak za voden ogled
- Gejzir Pōhutu
- Posoda za blato
- Del planote gejzirjev
- Vroč vrelec Ngararatuatara (bazen za kuhanje)
- Fumarola
- Potok Puarenga
- Zgodovinska podoba mesta